# Selma, Alabama
Selma är en stad i Dallas County delstaten Alabama, USA med 20 512 invånare. Selma är administrativ huvudort (county seat) i Dallas County. Orten är speciellt känd för marscherna från Selma till Montgomery under den amerikanska medborgarrättsrörelsens kamp 1965.